# Gemma di Vergy
Gemma di Vergy és una òpera (tragèdia lírica) en dos actes amb música de Gaetano Donizetti i llibret de Giovanni Emanuele Bidera, estrenada a la La Scala de Milà el 26 de desembre de 1834.

## Context
Després de la representació a Nàpols de la primera versió de Maria Stuarda (sota el títol Buondelmonte) del 18 d'octubre de 1834, Donizetti va començar la composició d'una òpera qui li havia estat encarregada pel Teatre Italià de París, una obra titulada Marino Faliero, tot treballant alhora a l'òpera Gemma di Vergy, per encàrrec de La Scala de Milà. Per les dues obres va comptar amb el mateix llibretista, Giovanni Emanuele Bidera.
Per a Milà, Bidera va adaptar una tragèdia en 5 actes d'Alexandre Dumas, Charles VII chez ses grand vassaux (Carles VII a casa del seus grans vassalls) representada a París al Teatre del Odéon el 20 d'octubre de 1831. El tema de l'òpera va ser escollit només tres mesos abans de l'estrena. El títol, Gemma di Vergy, no s'ha de confondre amb una altra òpera de Donizetti, Gabriella di Vergy, composta l'any 1826 i que mai va ser representada en vida del compositor.
El paper principal de Gemma di Vergy – particularment dificultós per situar-se gairebé tota l'obra en el registre superior de la tessitura de soprano – va ser escrit per Giuseppina Ronzi de Begnis, qui va estrenar diversos papers de Donizetti els anys 1830, sobretot els papers principals d'Anna Bolena, de Fausta i de Maria Stuarda, i que va interpretar amb gran talent la varietat de sentiments pels quals passa l'heroïna Gemma.
Un jove Giuseppe Verdi va presenciar l'estrena, quedant moderadament convençut pel resultat. L'òpera va tenir de seguida un gran èxit, fent-se vint-i-sis representacions d'abonament a La Scala abans de representar-se per tot Itàlia. Més tard es va representar a Europa (Londres, París, Lisboa, Viena) i també, fora d'Europa, a Alger, Buenos Aires, La Havana, Mèxic, Nova York, Trinidad i Sant Petersburg. En gener de 1848, en ocasió de la representació de Palerm, l'ària de Tamas (Mi togliesti e core, e mente, patria, nume, e libertà) va ser ovacionada pel públic i l'entrada de la prima donna va anar acompanyada de senyeres amb els tres colors italians, en suport de la insurrecció dels carbonari.
Al segle xix Gemma di Vergy va ser una de les òperes més populars de Donizetti, fins i tot més que la Lucia di Lammermoor. Desapareixeria de l'escena el 1901, mentre que la majoria de les òperes del repertori donizettià havien desaparegut feia ja dues dècades. L'última representació va tenir lloc a Empoli.
Després d'un eclipsi de prop de tres quarts de segle, va ser reestrenada el 12 de desembre de 1975 a Nàpols per Montserrat Caballé, qui la va cantar més tard al Liceu de Barcelona (15 de desembre de 1975) i al Carnegie Hall de Nova York sota la direcció d'Eve Queler (14 de març de 1976). La soprano espanyola la va deixar d'interpretar després d'aquestes escenificacions, indicant que el paper era massa pesat, «l'equivalent, de tres Norma», segons va dir ella. Després, i potser per aquest motiu, l'obra ha estat rarament escenificada. La més important va ser la recuperació a Bèrgam en 1987 en el marc del Festival Donizetti.

## Personatges
| Paper                                 | Tessitura    | Intèrprets de l'estrena 26 de desembre de 1834 |
| ------------------------------------- | ------------ | ---------------------------------------------- |
| Comte de Vergy                        | baríton      | Orazio Cartagenova                             |
| Gemma, la seva dona repudiada         | soprano      | Giuseppina Ronzi de Begnis                     |
| Ida de Greville, nova esposa de Comte | mezzosoprano | Felicità Baillou Hillaret                      |
| Tamas, jove àrab servidor de Gemma    | tenor        | Domenico Reina                                 |
| Guido, favorit del Comte              | baix         | Ignazio Marini                                 |
| Rolando, escuder del Comte            | baix         | Domenico Spiaggi                               |
| Cavallers, arquers, dames, soldats    |              |                                                |

## Argument
L'acció es desenvolupa a la regió de Berry l'any 1428, sota el regnat de Carles VII.
Malgrat el títol de la peça d'Alexandre Dumas, que constitueix la font literària del llibret, fa referència a Charles VII, el rei no forma part de l'òpera Gemma di Vergy, i només queda clar que l'acció se situa al segle xix per personatges secundaris que comenten les gestes de Joana d'Arc al començament de l'obra. Queda clar que el comte de Vergy repudia a la seva dona Gemma perquè ella no li pot donar un hereu, i per aquest motiu el comte es vol casar amb Ida de Greville. Gemma vol matar Ida però el seu servidor àrab Tamas, enamorat d'ella, l'en impedeix perquè prefereix matar el comte en plena cerimònia de matrimoni. Maleït per Gemma, se suïcida tanmateix que Gemma entra al convent per esperar-hi la mort.

### Acte I

#### Primer quadre
Una sala gòtica amb terrasses, d'on es veu part del pont llevadís del castell i, de lluny, un temple contigu al castell.
- Escena 1 : El cor d'arquers comenta el retorn al castell de Roland, escuder del comte de Vergy, qui torna d'Avinyó, on el Papa ha signat l'anul·lació del matrimoni del comte amb Gemma.[13]
- Escena 2 : Roland fa la seva entrada i anuncia la dissolució del matrimoni. Guido i el cor es lamenten de la sort de Gemma i, després que Rolando hagi explicat les gestes de Joana d'Arc, es preparen tots a resar per Gemma, tret de Tamas qui rebutja d'unir-se a les pregàries. Això provoca un viu altercat amb Roland, qui intenta apunyalar el jove àrab.
- Escena 3 : La disputa s'ha vist interrompuda per l'arribada de Gemma, qui tremola a la vista del punyal. Rolando dona el punyal a Tamas fingint que en realitat volia donar-li per tal que fos esmolat. Gemma té uns funests pressentiments qui la conviden a escapolir-se, però decideix esperar el seu marit. Guido l'informa que ha estat repudiada i l'indica que haurà de retirar-se a un convent. Gemma s'enfonsa anímicament perquè s'estima el seu espòs.
- Escena 4 : Ressonen fora les xarangues que anuncien l'arribada del comte. Tamas irromp a escena portant el punyal ensagnat amb el qual acabar de matar Rolando. Convida Gemma a marxar amb ell.
- Escena 5 : El cor d'arquers s'alegra del retorn del comte, qui retorna victoriós després de vèncer els anglesos.
- Escena 6 : El comte entra i troba el punyal ensagnat que Tamas ha deixat clavat a la taula. Tem que Gemma hagi posat fi als seus dies.
- Escena 7 : Guido informa el comte de la mort de Rolando. El comte demana que li lliurin Tamas per jutjar-lo. Es preocupa de la sort de Gemma però, informat que ella és encara al castell, exigeix que se l'allunyi immediatament perquè la seva nova esposa, Ida de Greville, ha d'arribar aquell mateix dia.

#### Segon quadre
Sala de justícia del castell.
- Escena 8 : El cor d'arquers reclama la mort de Tamas.
- Escena 9 : El comte jutge Tamas, qui va declarar haver actuat per venjança perquè Rolando havia matat el seu pare. El comte vol salvar Tamas i deixar la condemna en una prohibició de ser a palau, però Tamas rebutja allunyar-se del castell perquè té una altra venjança a complir: vol secretament matar el comte. El comte el condemna a mort. Gemma entra i implore per Tamas i el comte li concedeix. Gemma suplica aleshores al comte que no la repudiï, però ell, amb desesperació, li confessa que ja és massa tard i que s'ha de tornar a casar. Gemma esclata llavors en imprecacions, i proclama juntament amb Tamas la seva venjança.

### Acte II

#### Primer quadre
Sala del primer quadre de l'acte I.
- Escena 1 : El cor de dones lamenta la marxa de Gemma, mentre que el cor d'homes s'alegra de l'arribada de la nova esposa del comte.
- Escena 2 : El comte fa la seva entrada amb la seva nova esposa, Ida. El casament s'ha de celebrar sense fast.
- Escena 3 : Guido, qui ha escortat Gemma lluny del castell, torna portant al comte l'anell nupcial de Gemma. El comte s'entristeix amb aquesta vista però es recupera tot pensant en la seva futura descendència.

#### Segon quadre
Cambra que condueix a un jardí.
- Escena 4 : Ida descansa alguns instants abans de la cerimònia.
- Escena 5 : Gemma, vestida de negre, entra fent-se passar per una servidora. Les dues dones no triguen pas a tenir una discussió durant la qual Gemma esgrimeix un punyal.
- Escena 6 : El comte entra i treu la seva espasa per castigar Gemma, però aquesta agafa Ida com a ostatge.
- Escena 7 : Tamas entra furtivament i desarma Gemma, alliberant Ida qui es llança als braços del comte. Malgrat els reprotxes de Gemma, Tamas li fa prometre que fugirà amb ell.

#### Tercer quadre
Sala gòtica amb una finestra entreoberta. És de nit.
- Escena 8 : El cor s'alegra del proper matrimoni.
- Escena 9 : Gemma entra a escena.
- Escena 10 : Tamas obliga Gemma a fugir amb ell i li confessa el seu amor.
- Escena 11 : Gemma resta sola durant, de lluny se senten les campanes de la cerimònia nupcial. Es prepara a retirar-se al convent.
- Escena 12 : Guido anuncia que Tamas acaba de matar el comte.
- Escena 13 : Gemma maleïx Tamas, i aquest se suïcida.

## Anàlisi
El paper protagnosta de Gemma de Vergy va ser escrit especialment per permetre a la prima donna el lluïment amb successives emocions contrastades. Així, al curs de l'escena 3 de l'acte I, Gemma comença per evocar com en un somni els pressentiments que li aconsellen fugir el castell (Una voce al cor d'intorno) abans d'abandonar-se a l'alegria del pensament de tornar a veure el seu espòs (Egli riede ? oh, lieto istante) i a continuació passar a la desesperació quan sap que ha estat repudiada (Un ripudio ? Che lessi ! Avvampo e gelo !) just abans de pregar (Dio pietoso !) per a continuació mostrar-se furiosa (Ah ! crudeltà ! Perchè conta scacciami ? Perchè ?).
La cimera de la partició és l'escena final de Gemma, composta d'un recitatiu maestoso, d'un prec larghetto (Un altare ed una benda) i d'una impressionant cabaletta (Chi mi va acusar, chi mi grada).
L'aire suplicatòria de Tamas del primer acte (Mi togliete a un sol ardent) ha adquirit també una certa popularitat com ària de concert de tenors.

## Discografia
| Any  | Rols (Gemma, Tamas, Comte de Vergy, Ida)                              | Director, Orquestra i Cor                                          | Segell                                                           |
| ---- | --------------------------------------------------------------------- | ------------------------------------------------------------------ | ---------------------------------------------------------------- |
| 1975 | Montserrat Caballé Giorgio Lamberti Renato Bruson Bianca Maria Casoni | Armando Gatto Orquestra i Cor del Teatre San Carlo de Nàpols       | CD Audio: Myto Records MCD 952124 CD Audio: Opera D'Oro OPD 1379 |
| 1976 | Montserrat Caballé Luis Lima Louis Quilico Natalya Chudi              | Eve Queler Orquestra de l'Òpera de Nova York                       | LP Columbia MS 34575 LP CBS Masterwork 79303 (UK)                |
| 1976 | Montserrat Caballé Luis Lima Joan Pons Álvarez Anna Ringart           | Armando Gatto Nouvel Orchestre Philharmonique Cors de Radio France | CD Rodolphe RPC 32499.500                                        |
| 1987 | Adriana Maliponte Ottavio Garaventa Luigi De Corato Nucci Condò       | Gert Meditz Orquestra i Cor de la RAI de Milà                      | CD Audio: IMC Music Ltd GL 100.790                               |